# 티아민
티아민(영어: thiamine, thiamin) 또는 비타민 B1은 수용성 비타민의 한 종류로서 탄수화물 대사를 조절하는 데 관여하며 각기병이라는 비타민 B1결핍증이 있다. 효모와 곡류, 마늘에 다량 함유되어 있는 영양소이다.
티아민(비타민B1)은 가운데 위치한 탄소에 질소가 함유된 육각형의 환과 황이 함유된 오각형의 환이 연결되어 있다. 티아민 중앙에 위치한 탄소와 각 고리의 화학적 결합은 열에 장시간 노출될 때 쉽게 파괴되어 티아민의 기능을 잃어버린다.
티아민(비타민B1)은 낮은 농도에서는 능동수송에 의하여, 그리고 높은 농도에서는 수동수송에 의하여 주로 소장(小腸)에서 흡수된다. 혈액 내에서 티아민은 형태 그대로 적혈구 세포에서 조효소의 형태로 운반된다.
티아민은 잘 저장되지 않으며 과량을 섭취한 경우에는 주로 소변을 통해 즉시 배설된다.
체내 총 비타민 B1의 80%는 티아민의 조효소 형태인 티아민 피로인산(thiamin pyrophosphate, TPP)으로 존재하며 탄수화물 대사를 비롯한 에너지 대사에 참여한다.
모든 세포는 에너지를 필요로 하기 때문에 티아민의 결핍은 세포로 이루어진 신체 모든 기관에 영향을 미칠 수 있다. 또한 신경 세포과 근육 활동에도 필요한 영양소이다.
TPP는 DNA와 RNA의 합성에 필요한 오탄당 인산경로에 관여하는 효소의 조효소로 작용함으로써 핵산 합성에 관여한다.
포도당에 대한 대사 과정에서 소비되는 영양소이기도 하다.